# Mikojan-Gurevič MiG-25 Foxbat
Mikojan-Gurevič MiG-25 (rusko Микоян и Гуревич МиГ-25), (NATO oznaka: Foxbat) je nadzvočni prestreznik in razvidnik, ki je bil najhitrejše vojaško letalo, ko je vstopil v uporabo. Največja hitrost je bila 3,2 Macha, čeprav le za kratek čas zaradi možnosti okvare motorjev. Izdelan je bil v sovjetski zvezi in prvič poletel leta 1964 in vstopil v uporabo leta 1970. Opremljen je s štirimi protiletalski raketami. Namenjen je bil prestrezanju in sestreljevanju ameriških bombnikov B-52. Sovjetska zveza je dolgo zanikala obstoj MiGa-25, vse dokler ga niso slikala letala NATO pakta nekje nad severnim morjem. Kontrukcija je prirejena doseganju velikih hitrosti in uničevanju ciljev z velike razdalje, za bližnji letalski dvoboj ni primeren zaradi slabe manevrirnosti.
Američani so bili zelo zaskrbljeni s pojavom tega novega sovjetskega letala in začeli zasnovati nove lovce kot so F-15 Eagle. Leta je 1976 je sovjetski pilot Viktor Belenko dezertiral na Japonsko. S tem je v roke Zahoda padel v roke tudi sovjetski sistem identifikacije prijatelj ali sovražnik (IFF), zato so morali kasneje Sovjeti razviti nov sistem.

## Tehnične specifikacije
- Posadka: 1
- Dolžina: 19,75 m (64 ft 10 in)
- Razpon Krila: 14,01 m (45 ft 11,5 in)
- Površina kril: 61,40 m² (660,93 ft²)
- Prazna teža: 20 000 kg (44 080 lb)
- Vzletna teža: 36 720 kg (80 952 lb)
- Motor: 2 × Tumanski R-15B-300
- Potisk motorjev: 73,5 kN (16 524 lbf)
- Potisk motorjev z dodatnim zgorevanjem: 100,1 kN (22 494 lbf) vsak

- Največja hitrost:

na višini: Mach 3,2 (3 470 km/h, 2 170 mph); Mach 2,83 (3 200 km/h, 1 920 mph)
na nizki višini : 1 200 km/h (648 vozlov, 746 mph)
- Dolet: 1.730 km (935 nmi, 1.075 mi) z notranjim gorivom
- Največji dolet: 2 575 km (1 390 nmi)
- Višina leta: 20 700 m (67 915 ft) do 24 400 m (80 000 ft) RB model
- Hitrost vzpenjanja: 208 m/s (40.950 ft/min)
- Razmerje potisk/teža: 0,41
- Čas do višine 20 000m: 8,9 minut

Orožje
- 2x radarsko vodene rakete zrak-zrak R-40R (AA-6 "Acrid")
- 2x IR vodene rakete zrak-zrak R-40T

Avionika
- RP-25 Smerč radar
- RV-UM ali RV-4 radarski višinomer